# Onoz (Francja)
Onoz – miejscowość i gmina we Francji, w regionie Burgundia-Franche-Comté, w departamencie Jura.
Według danych na rok 1990 gminę zamieszkiwało 66 osób, a gęstość zaludnienia wynosiła 4 osoby/km² (wśród 1786 gmin Franche-Comté Onoz plasuje się na 677. miejscu pod względem liczby ludności, natomiast pod względem powierzchni na miejscu 166.).